# Dindri
Dindri est une ville de l'union des Comores, située sur l'île d'Anjouan. En 2002, sa population est estimée à 8 037 habitants.